# 2،1-مضاعف (ثنائي فينيل فوسفينو) الإيثان
2,1-مضاعف (ثنائي فينيل فوسفينو) الإيثان (والذي يرمز له اختصاراً dppe) هو مركب عضوي فوسفوري له الصيغة المجملة C26H24P2، ويكون على شكل مسحوق أصفر اللون.

## التحضير
يحضر مركب dppe من تفاعل ألكلة NaPPh2 وذلك من تفاعل ثلاثي فينيل الفوسفين مع فلز الصوديوم وبوجود 2،1-ثنائي كلورو الإيثان.
كما يمكن التحضير من تفاعل كلورو ثنائي فينيل الفوسفين مع 2،1-ثنائي برومو الإيثان بوجود الصوديوم الفلزي، كما في المعادلة التالية:
{\displaystyle \mathrm {2\ Ph_{2}PCl+CH_{2}Br{-}CH_{2}Br+4\ Na\longrightarrow Ph_{2}PCH_{2}{-}CH_{2}PPh_{2}+2\ NaBr+2\ NaCl} }

## الاستخدامات
يستخدم dppe بكثرة ربيطةً ثنائية السن في كيمياء المعقدات على شكل متمخلبات، كما يمكن أن يكون ربيطة أحادية السن وكروابط جسرية.

## اقرأ أيضاً
- معقد تناسقي
- ربيطة